# Чуйков Валерій Євгенович
Вале́рій Євге́нович Чуйков (нар. 27 березня 1949, Запоріжжя) — радянський і український живописець. Член НСХУ (1977). Лауреат премій. Син народного художника України Чуйкова Євгена Васильовича.

## Біографія
1963–1990 жив у Києві.
1963–1967 — навчався в Київській державній художній школі.
1974 — закінчив Київський державний художній інститут. Його вчителями були Тетяна Яблонська, Вілен Чеканюк.
В 1990 переїхав до Великої Британії.
Працює в жанрі портрета, пейзажу. Його роботи зберігаються в приватних колекціях. Брав участь в аукціоні Christie's, працював з галереями Garden of Eden, Francis Iles, Gallery on the Green, Roy Miles Gallery.

## Відзнаки
- Стипендіат Союзу художників СРСР 1976–1978.
- Перша премія в жанрі живопису на Республіканській молодіжній виставці 1977 (УРСР).
- Лауреат Міжнародного фестивалю молоді на Кубі (1979)
- Лауреат премії комсомолу УРСР імені М. Островського (1982).